# Hilara manicata
Hilara manicata är en tvåvingeart som beskrevs av Johann Wilhelm Meigen 1822. Hilara manicata ingår i släktet Hilara och familjen dansflugor. Arten har ej påträffats i Sverige. Inga underarter finns listade i Catalogue of Life.